# Pitcairnia aequatorialis
Pitcairnia aequatorialis es una especie del género Pitcairnia originaria de Ecuador.

## Hábitat
Es una bromelia terrestre endémica de Ecuador donde se conoce a partir de tres subpoblaciones: uno cerca Huigra; otro sobre los cortes de carretera 1 km antes de llegar a Pallatanga desde Riobamba; y el mayor subpoblación, a 5 km de Sisabamba en el camino a Huigra donde la especie abarca los cortes de carretera, formando grupos densos. No hay subpoblaciones conocidas en zonas remotas y la especie no se sabe que se produzca dentro de la red de áreas protegidas de Ecuador. La planta aparentemente se adapta bien a entornos artificiales formados en la construcción de carreteras debido a un sistema de reproducción eficaz. Considerado en Peligro, sin embargo, debido a que su área de distribución geográfica es de menos de 5.000 km².

## Taxonomía
Pitcairnia aequatorialis fue descrita por Lyman Bradford Smith y publicado en Contributions from the Gray Herbarium of Harvard University 114: 6, p. 1, f. 3. 1936.
Etimología
Pitcairnia: nombre genérico otorgado en honor del Dr. William Pitcairn, físico y jardinero inglés (1711-1791).
aequatorialis: epíteto latíno que significa "ecuatorial"
Sinonimia
- Pitcairnia aequatorialis var. bogneri (Rauh) Manzan. & W.Till
- Pitcairnia violascens var. bogneri Rauh[5][6]